# (Hey Won't You Play) Another Somebody Done Somebody Wrong Song
"(Hey Won't You Play) Another Somebody Done Somebody Wrong Song" is een Amerikaanse countrysingle van B.J. Thomas.
Het nummer werd de tweede nummer 1-hit van Thomas. Hij behaalde de toppositie van de Billboard Hot 100 in april 1975. Daarnaast kwam het nummer nog in verscheidene andere lijsten tevoorschijn, waaronder de Billboard Hot Country Singles, alwaar hij ook op de toppositie stond, evenals de Billboard's Hot Adult Contemporary Tracks. Ten slotte draagt het nummer de langste titel die ooit de eerste positie op de Billboard Hot 100 bereikte.

## Hitlijsten
| Hitlijst (1975)                            | Hoogste positie |
| ------------------------------------------ | --------------- |
| VS Billboard Hot Adult Contemporary Tracks | 1               |
| VS Billboard Hot Country Singles           | 1               |
| VS Billboard Hot 100                       | 1               |
| CanadeseRPM Adult Contemporary Tracks      | 1               |
| Canadese RPM Country Tracks                | 2               |
| Canadese RPM Top Singles                   | 3               |